# Aristolochia tyrrhena
Aristolochia tyrrhena är en piprankeväxtart som beskrevs av E. Nardi & P.V. Arrigoni. Aristolochia tyrrhena ingår i släktet piprankor, och familjen piprankeväxter. Inga underarter finns listade i Catalogue of Life.